# Tena Katsaounis
Parthena ( Tena ) Ipsilantis Katsaounis est une statisticienne gréco-américaine intéressée par la conception factorielle des expériences physiques. Elle est maître de conférences en mathématiques à l'université d'État de l'Ohio à Mansfield (en) et ancienne présidente du Caucus for Women in Statistics.

## Formation
Katsaounis a obtenu un bachelor en mathématiques de l'université Aristote de Thessalonique en 1984. Elle est allée à l'université d'État de l'Ohio pour des études supérieures, obtenant une maîtrise en mathématiques en 1988, une maîtrise en statistiques en 1996 et un doctorat en statistiques en 2006. Sa thèse, intitulée Equivalence of symmetric factorial designs and characterization and ranking of two-level Split-lot designs, a été supervisée par Angela Dean.

## Carrière
Katsaounis a été présidente du Caucus for Women in Statistics en 2007. Elle a également occupé des postes de direction dans les sections de la American Statistical Association sur les sciences physiques et techniques et sur l'éducation statistique, et a organisé la section sur les sciences physiques et techniques Volet éducation des Joint Statistical Meetings (en) 2009.